# لورانس بيرهارت أندرسون
لورانس بيرهارت أندرسون (بالإنجليزية: Lawrence Bernhart Anderson) (من مواليد 7 مايو 1906 - والمُتوفى في 6 أبريل 1994) هو مهندس ومعلم أمريكي ومؤيد الطراز الدولي في العمارة في الولايات المتحدة.

## سيرته
وُلد لورنس في جنيف، بولاية مينيسوتا ، وحصل على درجة البكالوريوس في الفنون الليبرالية في عام 1927 ودرجة البكالوريوس في الهندسة المعمارية في عام 1928، وكلاهما من جامعة مينيسوتا. كما درس في جامعة فرجينيا لمدة عامين قبل حصوله على درجة الماجستير في الهندسة المعمارية من معهد ماساتشوستس للتكنولوجيا في عام 1930. وفي افترة التي كان بها طالبًا للدراسات العليا في معهد ماساتشوستس للتكنولوجيا، حصل على جائزة باريس المرموقة، وهي جائزة تُمنح لطالبي الدراسات العليا في مدرسة الفنون الجميلة في باريس.عُيّن أندرسون في معهد ماساتشوستس للتكنولوجيا في عام 1933 ودرّس في قسم الهندسة المعمارية لمدة 46 عامًا، كما شغل منصب رئيس القسم من 1947 إلى 1965 وعمل في كلية الهندسة المعمارية والتخطيط من عام 1965 حتى تقاعده عام 1972. وحصل على زمالة الأكاديمية الأمريكية للفنون والعلوم في عام 1953.

## روابط خارجية
- Oral history interview with Lawrence Anderson, 1992 Jan. 30-Mar. 30 from the Smithsonian Archives of American Art
- Lawrence B. Anderson '30 video memorial from the كلية العمارة والتخطيط في معهد ماساتشوستس للتكنولوجيا  [لغات أخرى]‏
- "Lawrence B. Anderson on Air Conditioning". solarhousehistory.com. مؤرشف من الأصل في 2019-07-11.